# Frontier Records
Frontier Records ist eine US-amerikanische Plattenfirma mit Sitz in Los Angeles im Bundesstaat Kalifornien. Es veröffentlichte die Debütalben von Gruppen wie Circle Jerks, Adolescents, TSOL, Christian Death und Suicidal Tendencies.
Label-Gründerin Lisa Fancher arbeitete Ende der 1970er Jahre bei Bomp! Records und schrieb für ein paar Magazine, weshalb sie zahlreiche Bands kennenlernte. Den Grundstein für ihr späteres Label Frontier Records legte sie Anfang 1979, als sie sich mit der Band Flyboys einigte, eine EP zu veröffentlichen. Bis sie das nötige Kapital beiseite gelegt hatte, die Band ins Studio gehen und die selbstbetitelte 12"-EP erscheinen konnte, verging aber noch einmal gut ein Jahr. Als offizielles Gründungsjahr gilt daher 1980.

## Veröffentlichungen (Auswahl)
- 45 Grave – Pick Your Poison (2012)
- Adolescents – The Complete Demos 1980-1986 (Kompilation, 2005)
- American Music Club – California (1988)
- Sebastian Bach – Abachalypse Now (2013)
- Christian Death – Only Theatre of Pain (1982)
- Circle Jerks – Group Sex (1980)
- The Damned – Damned Damned Damned (1989)
- Eddie and the Subtitles – Fuck You Eddie! (Kompilation, 2008)
- Heatmiser – Dead Air (1993)
- Suicidal Tendencies – Suicidal Tendencies (1983)
- Thin White Rope – Exploring the Axis (1985)
- T.S.O.L. – Dance with Me (1981)
- The Weirdos – Condor (1990)
- Young Fresh Fellows – It's Low Beat Time (1992)